# 黎阳街道
黎阳街道是中华人民共和国河南省鹤壁市浚县下辖的一个街道办事处。

## 行政区划
黎阳街道下辖以下村级行政区划单位：
双庙村、沙嘴村、黄辛庄村、寨里村、寨外村、单庄村、吴村、王可庄村、前寺庄村、后寺庄村、北马村、方庄村、河道村、前咀头村、后咀头村、东屯村、西屯村、韩寨府村、西桥庄村、东桥庄村、周庙村、西沙地村、刘沙地村和东沙地村。